# Sabała
Sabała lub Sablik, właśc. Jan Krzeptowski (ur. 26 stycznia 1809 w Kościelisku, zm. 8 grudnia 1894 w Zakopanem) – polski góral, honorowy przewodnik tatrzański, muzykant, myśliwy, gawędziarz i pieśniarz.
Przydomki „Sabała”, „Sablik”, „Faktor”, „Kozica” i „Koziar” pozwalały orientować się w rozległych koligacjach rodów góralskich, które nosiły te same nazwiska (wciąż występują w rodzinach góralskich). Krzeptowski jest nazwiskiem przybranym – wcześniej zarówno Jan, jak i jego bracia nosili nazwisko Gąsienica.

## Życiorys

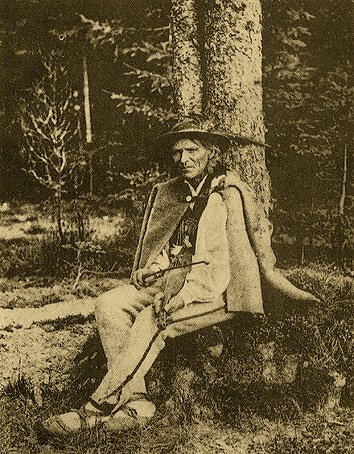
Jan Krzeptowski, fot. Stanisław Bizański

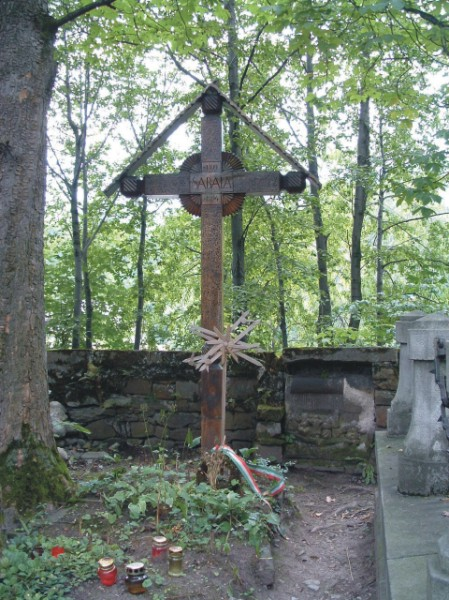
Nagrobek Sabały na Pęksowym Brzyzku

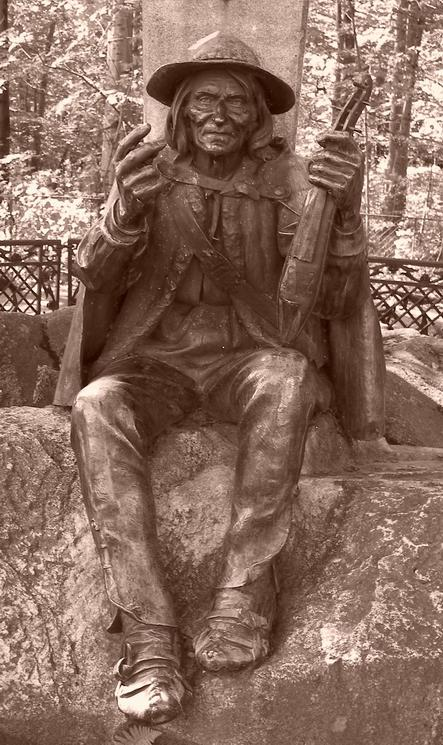
Pomnik Sabały w Zakopanem. W prawej dłoni powinien trzymać smyczek, ale padał on ofiarą wandalizmu

W młodości był kłusownikiem, a podobno także zbójnikiem. Po upadku powstania chochołowskiego, w którym brał udział, przez krótki czas siedział w austriackim więzieniu. Korzystał także gościnnie w tym okresie z kryjówek Tomasza Tatara. Porzuciwszy myślistwo, nie osiadł na gospodarstwie, lecz zajął się gawędziarstwem i muzykowaniem. Z tego powodu przez miejscowych górali, zwłaszcza zamożniejszych gazdów, był uważany za dziwaka lub dziada, lecz dla goszczących w Tatrach twórców stał się symbolem góralszczyzny. Towarzyszył Tytusowi Chałubińskiemu i Stanisławowi Witkiewiczowi w ich górskich wyprawach. Przez Witkiewicza został nazwany „Homerem Tatr”, był ojcem chrzestnym jego syna Stanisława Ignacego. Zabawiał gości doktora Chałubińskiego śpiewem i opowieściami, a nawet zainscenizowanym dla Heleny Modrzejewskiej napadem zbójeckim, podczas którego wystąpił w roli harnasia.
Zmarł w 1894 r. w willi „Zacisze” należącej do Wandy Lilpopowej, która opiekowała się nim w ostatnich latach życia. Pochowany został na Cmentarzu Zasłużonych na Pęksowym Brzyzku (kw. L-III-16).
Jego bratem był prapradziadek Joanny Wnuk-Nazarowej, dyrygentki i byłej minister kultury.

## Muzyka
Melodie grane przez niego na złóbcokach (odmiana gęśli) nazywane Sabałowymi nutami są wykonywane przez ludowe kapele góralskie. Sam Sabała rzadko grywał w kapeli lub do tańca, jego muzyka była formą osobistej wypowiedzi, podporządkowanej nastrojom. Jego muzyką interesowali się kompozytorzy i muzykolodzy, w tym Ignacy Jan Paderewski, Karol Szymanowski, Stanisław Mierczyński, Adolf Chybiński i Jan Kleczyński.

## Literatura
Gawędy góralskie (autorstwa Sabały lub powtarzane przez niego) zostały spopularyzowane przez Stanisława Witkiewicza, Henryka Sienkiewicza, Wojciecha Brzegę oraz opublikowane w licznych zbiorach, m.in.:
- Bajki według opowiadań Jana Sabały Krzeptowskiego z Kościeliska, Bronisław Dembowski, 1892
- Sabała. Portret, życiorys, bajki, powiastki, piosnki, melodie, Andrzej Stopka Nazimek, 1897.

Postać Sabały pojawiła się w polskiej literaturze u Henryka Sienkiewicza (Sabałowa bajka, 1884), Stanisława Witkiewicza (Na przełęczy, 1891), Kazimierza Przerwy-Tetmajera (Legenda Tatr, 1910), Władysława Orkana (nowela Przez co Sabała omijał jarmark w Kieżmarku), Jalu Kurka (Księga Tatr, 1955) a także u Józefa Kapeniaka (Ród Gąsieniców, 1954).

## Pamięć

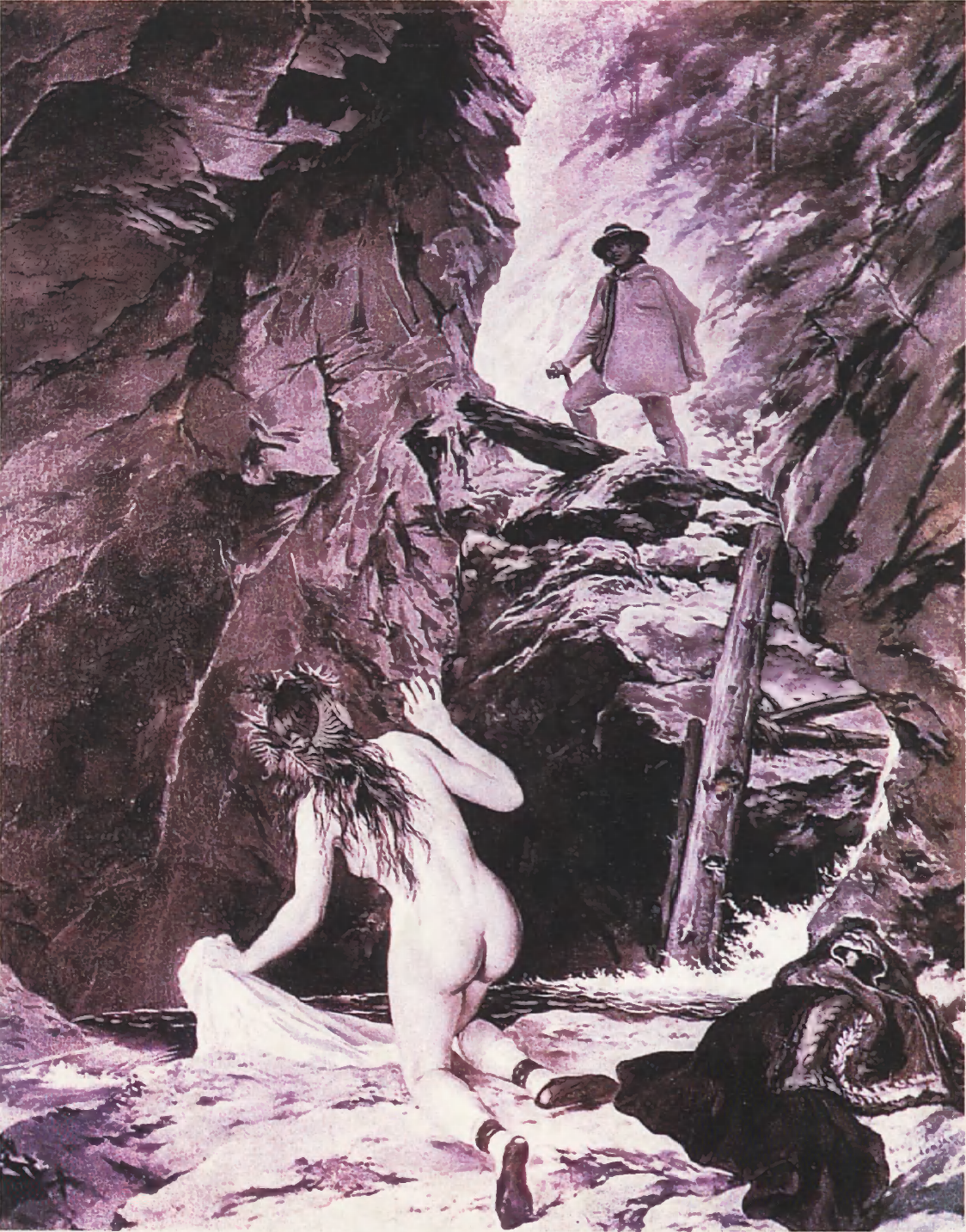
Spotkanie Sabały z boginką tatrzańską według wyobrażenia Walerego Eljasza-Radzikowskiego

Wspólny pomnik Sabały i Chałubińskiego odsłonięto w 1903 r. w centrum Zakopanego, u zbiegu ulic Chałubińskiego i Zamoyskiego, staraniem Związku Przyjaciół Zakopanego. Monument zaprojektował Stanisław Witkiewicz, a figury wyrzeźbił Jan Nalborczyk. Mimo że figura Sabały jest drugoplanową postacią, większość ludzi nazywa go pomnikiem Sabały, a nie Chałubińskiego. Problemem były częste kradzieże smyczka od gęśli Sabały, dlatego nowy smyczek (piąty dorabiany przez artystę kowala Władysława Gąsienicę-Makowskiego) został przymocowany śrubami i umieszczono na nim napis „Wandalu, nie zabieraj mnie”.
W 1979 r. w domu Sabały na Krzeptówkach otwarto oddział Muzeum Tatrzańskiego ze skromną ekspozycją, później dom wrócił w ręce prywatne.
Jego imieniem nazwano ulice w Zakopanem, Warszawie, Bydgoszczy, Krakowie, Łodzi i Jeleniej Górze.
9. Drużyna Harcerzy „Słoneczni” z Wolsztyna nosi imię Sabały.
Narodowy Bank Polski wyemitował w 2010 roku banknot testowy przedstawiający Sabałę.